# All My Life (K-Ci-&-JoJo-Lied)
All My Life (englisch für „Mein ganzes Leben“) ist ein Lied des US-amerikanischen Duos K-Ci & JoJo, das im Juni 1997 erschien.

## Entstehung und Veröffentlichung
Getextet, komponiert und produziert wurde das Lied von K-Ci-&-JoJo-Mitglied Joel Hailey (Jojo), zusammen mit Rory Bennett. Hailey ließ sich beim Schreiben von seiner Tochter inspirieren. Ursprünglich sollte eine weibliche Stimme das Lied für A&M Records aufnehmen, doch schlussendlich nahm es Hailey mit seinem Projekt K-Ci & JoJo in den Audio Achievements Studios in Torrance (Kalifornien, USA) auf.
Die Erstveröffentlichung von All My Life erfolgte am 16. Juni 1997 bei MCA Records, als Teil von Love Always (Katalognummer: MCAD-11613), dem Debütalbum des Duos. Am 13. Januar des Folgejahres erschien das Lied zunächst als Airplay, ehe es vier Tage später als vierte Singleauskopplung aus dem Album erschien. Diese erschien unter anderem als CD-Maxi-Single mit vier verschiedenen Versionen des Liedes (Katalognummer: 49057).

## Inhalt
Die Musik zu All My Life wurde in Des-Dur mit 63 Schlägen pro Minute komponiert. Es enthält zudem Referenzen zu Frank Sinatras P.S. I Love You (1957) und Eric Johnsons Cliffs of Dover (1990).

## Musikvideo
Das dazugehörige Musikvideo zum Lied entstand unter der Regie von Lara M. Schwartz. Es beginnt damit, dass viele Menschen in einer Menge gezeigt werden, gefolgt von einem Pianisten, der die Einführung spielt. Danach sieht man K-Ci & JoJo, die das Lied singen. Danach folgen einige Szenen mit glücklichen Ereignissen, darunter ein Lehrer, der einem Schüler beim Lesen hilft, Eltern mit einem Neugeborenen, eine Frau, die einem Obdachlosen Essen gibt, ein homosexuelles Paar, das im Bett liegt und sich unterhält sowie ein Vater mit seiner Tochter. Das Video endet mit einem Sonnenuntergang.

## Kommerzieller Erfolg

### Chartplatzierungen
| ChartsChartplatzierungen       | Höchstplatzierung | Wochen |
| ------------------------------ | ----------------- | ------ |
| Deutschland (GfK)              | 5 (22 Wo.)        | 22     |
| Österreich (Ö3)                | 12 (12 Wo.)       | 12     |
| Schweiz (IFPI)                 | 4 (18 Wo.)        | 18     |
| Vereinigte Staaten (Billboard) | 1 (36 Wo.)        | 36     |
| Vereinigtes Königreich (OCC)   | 8 (15 Wo.)        | 15     |

| ChartsJahrescharts (1998)      | Platzierung |
| ------------------------------ | ----------- |
| Deutschland (GfK)              | 35          |
| Schweiz (IFPI)                 | 39          |
| Vereinigte Staaten (Billboard) | 7           |

### Auszeichnungen für Musikverkäufe
| Land/Region                  | Auszeichnungen für Musikverkäufe (Land/Region, Auszeichnung, Verkäufe) | Verkäufe |
| ---------------------------- | ---------------------------------------------------------------------- | -------- |
| Australien (ARIA)            | Platin                                                                 | 70.000   |
| Belgien (BRMA)               | Gold                                                                   | 25.000   |
| Neuseeland (RMNZ)            | 2× Platin                                                              | 60.000   |
| Norwegen (IFPI)              | Gold                                                                   | 10.000   |
| Schweden (IFPI)              | Gold                                                                   | 15.000   |
| Vereinigtes Königreich (BPI) | Platin                                                                 | 600.000  |
| Insgesamt                    | 3× Gold · 4× Platin ·                                                  | 780.000  |

## Adaptionen und Coverversionen
Coverversionen
- 2006: Shayne Ward (Album: Shayne Ward)[7]

Zitatverwendung
- 2007: US5 – Rhythm of Life (Shake It Down) (Album: In Control: Reloaded)[7]
- 2007: Nelly – Wadsyaname (Album: Brass Knuckles)[7]